# Rarities Vol. 2 "1970-1973"
Rarities Vol. 2 "1970-1973" è una raccolta del 1983 del gruppo britannico The Who.

## Storia e contenuti
Pubblicata inizialmente dalla Polydor Records nel 1982 solo in Australia col titolo Join Together - Rarities, la raccolta contiene brani pubblicati come singoli tra il 1970 e il 1973 e precedentemente mai ripubblicati in nessun altro album.

## Tracce
1. Join Together – 4:17 (Pete Townshend) – Singolo pubblicato nel giugno 1972
2. I Don't Even Know Myself – 4:30 (Pete Townshend) – B-side del singolo Won't Get Fooled Again, luglio 1971
3. Heaven & Hell – 3:35 (John Entwistle) – B-side del singolo Summertime Blues, giugno 1970
4. When I Was a Boy – 3:30 (John Entwistle) – B-side del singolo Let's See Action, ottobre 1971
5. Let's See Action – 3:58 (Pete Townshend) – Singolo pubblicato nell'ottobre 1971
6. The Relay – 3:38 (Pete Townshend) – Singolo pubblicato nel novembre 1972
7. Wasp Man – 3:02 (Keith Moon) – B-side del singolo The Relay, novembre 1972
8. Here for More – 2:24 (Roger Daltrey) – B-side del singolo The Seeker, aprile 1970
9. Water – 4:39 (Pete Townshend) – B-side del singolo 5:15, ottobre 1973
10. Baby Don't Do It – 6:09 (Eddie Holland, Lamont Dozier) – B-side del singolo Join Together, giugno 1972